# École nationale supérieure de chimie de Rennes
Die École nationale supérieure de chimie de Rennes (ENSCR) ist eine französische Ingenieurhochschule, die 1919 gegründet wurde.
Die Schule bildet Ingenieure in Chemie aus.
Das ENSCR mit Sitz in Rennes ist eine öffentliche Hochschule. Die Schule ist Mitglied der Universität Rennes 1.

## Berühmte Lehrer
- Malika Haimeur, eine französische Ingenieurin und Chemikerin

## Berühmte Absolventen
- Joseph Davidovits, ein französischer Chemiker
- Victor Malka, ein französischer Physiker